# 미야가와촌 (미에현)
미야가와촌(宮川村)은 미에현 다키군에 설치되었던 촌이다.

## 역사
- 1956년 5월 3일 - 다키군 오기하라촌, 료나이촌이 합병해 미야가와촌이 성립하였다.
- 1959년 1월 10일 - 다키군 오스기타니촌과 신설 합병해 새로운 미야가와촌이 성립하였다.
- 2006년 1월 10일 - 다키군 오다이정과 신설 합병해 새로운 오다이정이 성립하였다. 동일 미야가와촌은 폐지되었다.

## 행정
- 오가미 다케요시 (尾上武義)

## 교통

### 도로
- 국도 42호선